# 赤玉土

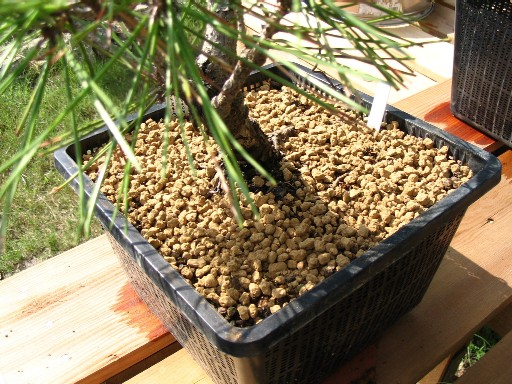
乾いた赤玉土

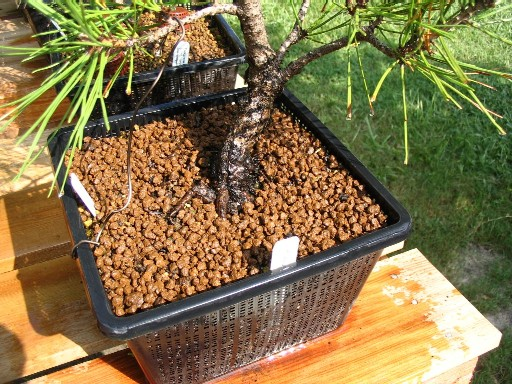
濡れた赤玉土

赤玉土（あかだまつち、akadamatsuchi、red ball earth） は盆栽・古典園芸用の万能用土として、古くから使われている用土の一種である。 盆栽や古典園芸の植物の土壌として使用され、天然の粒状の粘土のような無機質土で、褐色で粒状の形状をなしている。弱酸性を示し、通気性、保水性、保肥性に富む。

## 概要
表面採掘された関東ローム層の赤土を乾燥後、ふるいで粒の大きさごとに選別し様々な等級で供給される。粒の大きさの種類ごとに大粒、中粒、小粒があり、植える植物の種類により使い分けられる。標準的なサイズは中粒子で2〜6.5mm、微粒子で1〜2mm。赤玉は、砂、堆肥の樹皮、泥炭、砕かれた溶岩などの他の元素と組み合わせると、成長する培地の一成分として働くこともある。 湿っていると赤玉の色が暗くなり、栽培者はいつごろ植栽に水をやるかを判断することができる 。
なお、主に茨城県中部で製造されている硬質赤玉土は、主に栃木県で製造されている一般的な赤玉土より吸湿性がやや低いものの、長期にわたって粒の構造が崩れにくく、通気性が維持されることから，土の交換（植え替え）の頻度を下げることができるだけでなく、根などの病気の発生リスクを低減できるメリットがある。

## 特性
肥料分は含まれていない。火山灰土のため作物の生育に障害となるアルミニウムや通常過剰となる量の鉄が多く含まれ、それらがリン酸分を固定しやすく肥料の効きが悪くなる。多くは鉄と結合した形で硫黄が多く含まれており、化学反応や菌の活動によって硫化水素発生の原因となる事がある。一般的な園芸の場合、赤玉土のような砂・土状の用土は他の有機質の用土と混ぜられて使われる事が多いが、そのような場合は硫黄分が問題となり、赤玉土（及び鹿沼土等）のみで構成した場合と異なり土壌が団粒構造となるメリットを得られない場合が多い。
多孔性で水・栄養分をくまなく供給し自由な給排水性を保有するため、多くの栽培者に高く評価されている（※マクロな視点では団粒構造が存在する場合多孔性であるものの、より微細な視点で見ると一般的な赤玉土では湿った状態ではあまり通気性が良いとは言えない）。硬質赤玉土とは異なり，一般的な赤玉土長期間使用していると粒の構造が崩れて微塵が増え、通気性が悪くなる。
代わりの土壌成分より赤玉は高価であり、品質の割に多くの盆栽栽培者は赤玉のコストをかけないか、または不要であると考える。それでも盆栽栽培者は、冷たく湿った気候、顆粒状態が排水、盆栽土を抑制するよりも小さい粒子に次第になるとしている。この問題は、砂または土砂混合物に組み入れること、またはより深く掘りこみ、より難しいグレードを使うことによって避けられうる。

### 主要成分
SiO2: 37.5%, CaO: 0.86%, MgO: 0.14%, MnO: 0.15%, Fe2O3: 9.26% 
pH値 = 6.9 EC = 0.052 ミリ秒 / cmで

## 原点
火山活動により、日本は豊富な火山資源を享受している。 火山噴火の後、火山岩と軽石は火山の近くに蓄積する。 これらのユニークな資源を利用して、日本は豊かな園芸製品を開発した。 赤玉と鹿沼の2つの土壌はそうした資源であるとされてきた。

## 用途
栽培植物の種類に応じて、赤玉は単独で使用できるだけでなく、軽石、石、泥炭などのような他のコロケーション基質と混合することもできる。 ミディアムパーティクルはあらゆる種類の鉢植えの植物、特にサボテンと多肉植物に適している。
吸湿・保水性や肥料を含まない点などが評価され、リクガメやスズムシなどの飼育用の床材としても用いられる。
- 赤玉土：一年草のポット苗や野菜の栽培に腐葉土や堆肥と混合して用いるが、数か月から1年程度で泥のように崩れてしまう。
- 硬質赤玉土：宿根草や果樹などの水はけを好む植物の鉢植え栽培に適している。少しずつ崩れるが数年使用しても泥のように崩れる事はない。
- 焼成赤玉土：赤玉土の原料である赤土が表土に近い層から採掘されることから土中の病害虫等の不活性化を目的に焼成処理されたものである。多肉植物や山野草の栽培、メダカの飼育、アクアテラリウムなどに用いるユーザもいる。表面を軽く焼成した物からやや硬化させた物まで様々である。
- 焼赤玉：盆栽や春蘭の化粧土やアクアテラリウムなどに用いる、焼成赤玉土よりも高温かつ長時間で焼成してレンガ状に硬化させた物であり、焼成赤玉土よりも高価である。